# 고카쇼촌 (도야마현)
고카쇼촌(五箇庄村)은 도야마현 시모니카와군에 있던 촌이다.

## 역사
- 1889년 4월 1일 - 정촌제 시행에 의해 시모니카와군 고카쇼촌이 성립하였다.
- 1954년 8월 1일 - 미야자키촌, 사카이촌, 오에노쇼촌, 야마자키촌, 난보촌과 합병해 아사히정이 성립하였다.

## 참고문헌
- 『市町村名変遷辞典』東京堂出版、1990年。